# Елена Димитрова
Елена Димитрова Михайлова-Червенкова е политик от БКП.

## Биография
Родена е през 1902 г. в София. Сестра е на комунистическия функционер Георги Димитров. От 1919 г. е член на БКМС, а от 1923 г. – на БКП.
Димитрова е съпруга на Вълко Червенков. Емигрира през 1926 г. в СССР. Там през 1928 г. завършва Международната ленинска школа. След това работи в Института „Маркс-Енгелс“ и Изпълнителния комитет на Комунистическия интернационал.
Завръща се в България през 1944 г. Директор е на Висшата партийна школа при ЦК на БКП. В периода 4 март 1954 – 5 ноември 1962 г. е член на ЦК на БКП.
През 1962 г. Вълко Червенков е изключен от БКП и обвинен в създаване на култ към своята личност, а Елена Димитрова е извадена от състава на ЦК на БКП